# Himatanthus obovatus
Himatanthus obovatus är en oleanderväxtart som först beskrevs av Müll. Arg., och fick sitt nu gällande namn av R. E. Woodson. Himatanthus obovatus ingår i släktet Himatanthus och familjen oleanderväxter.

## Underarter
Arten delas in i följande underarter:
- H. o. puberulus
- H. o. velutinus